# Estadio de La Victoria
El estadio de La Victoria es un estadio de fútbol localizado en Jaén, España, en el cual disputa sus partidos como local el Real Jaén Club de Fútbol. Heredó su nombre del anterior estadio, que se encontraba situado en el céntrico barrio jienense de La Victoria.

## Historia

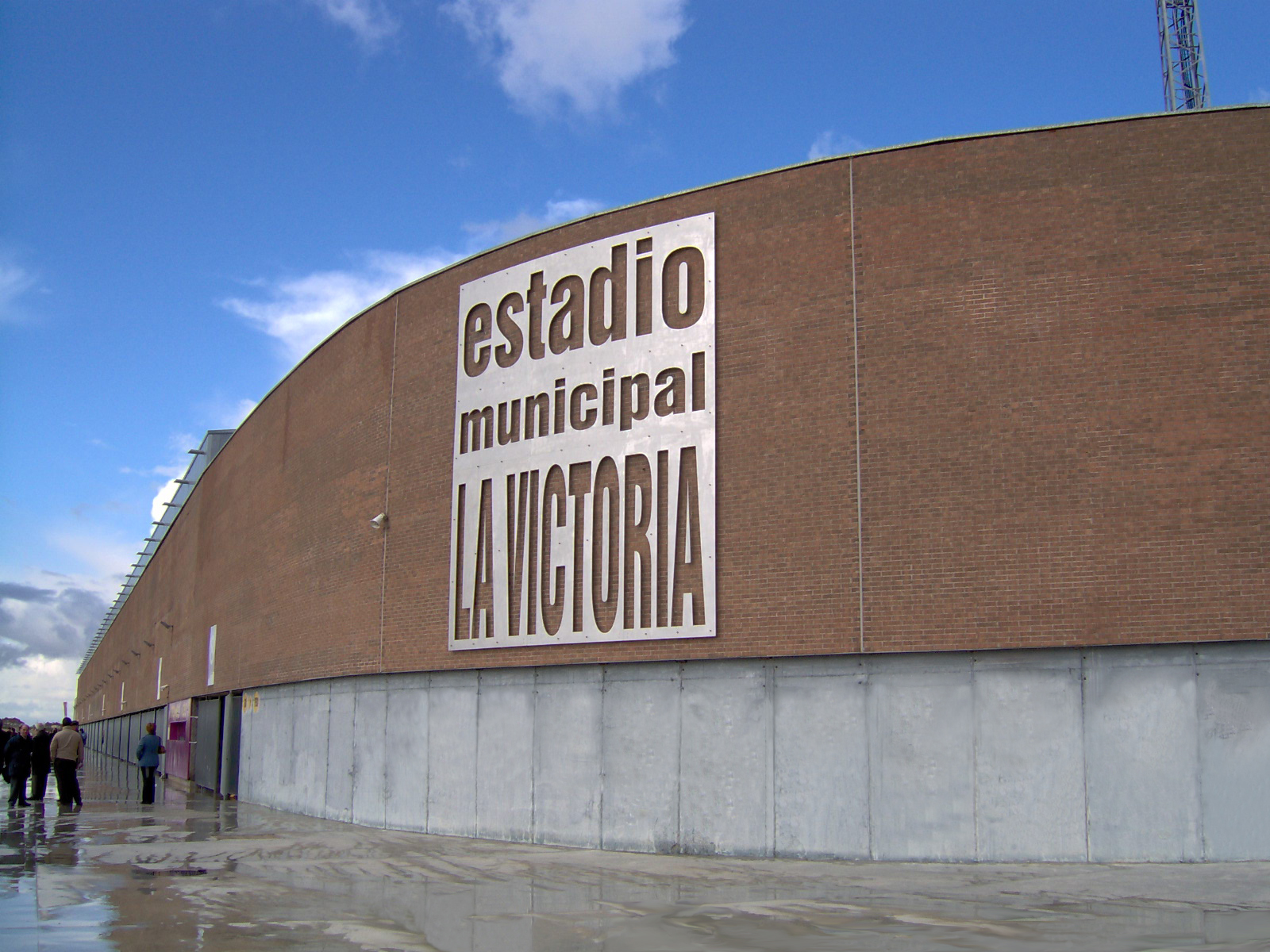
Exteriores del Estadio La Victoria.

Se inauguró el 29 de agosto de 2001, celebrándose el primer partido oficial el 2 de septiembre. Hasta entonces, el Real Jaén disputaba sus partidos en el Antiguo Estadio de la Victoria. El partido inaugural, de Segunda división, enfrentó al Real Jaén con el Poli Ejido, y acabó con victoria por 3 a 1 del equipo jiennense. El primer gol oficial marcado en el estadio fue obra de Goran Milošević en el minuto 10, en el lanzamiento de una falta cometida sobre Jurado en el borde del área. Los otros dos goles del Jaén fueron obra de Jurado y Rueda, mientras que el gol ejidense lo marcó Cañas.
Su primer aforo completo se produjo en la fase de ascenso a Segunda División 2009, cuando se enfrentó a la SD Ponferradina en la segunda eliminatoria, ganando por 1 a 0 con gol de Joseba Arriaga, lo que supuso el paso a la tercera y última ronda. En el siguiente partido, contra el Villarreal B, por primera vez se amplió el aforo con gradas supletorias hasta conseguir 4650 localidades más.
Para el año 2023, el estadio de la Victoria fue reformado con la dotación de una nueva cubierta metálica (sustituyendo a la antigua que se encontraba en estado de ruina), creación de un nuevo parking de 500 plazas y nuevas zonas ajardinadas así como la sustitución y siembra de un nuevo césped para el terreno de juego.

## Eventos deportivos

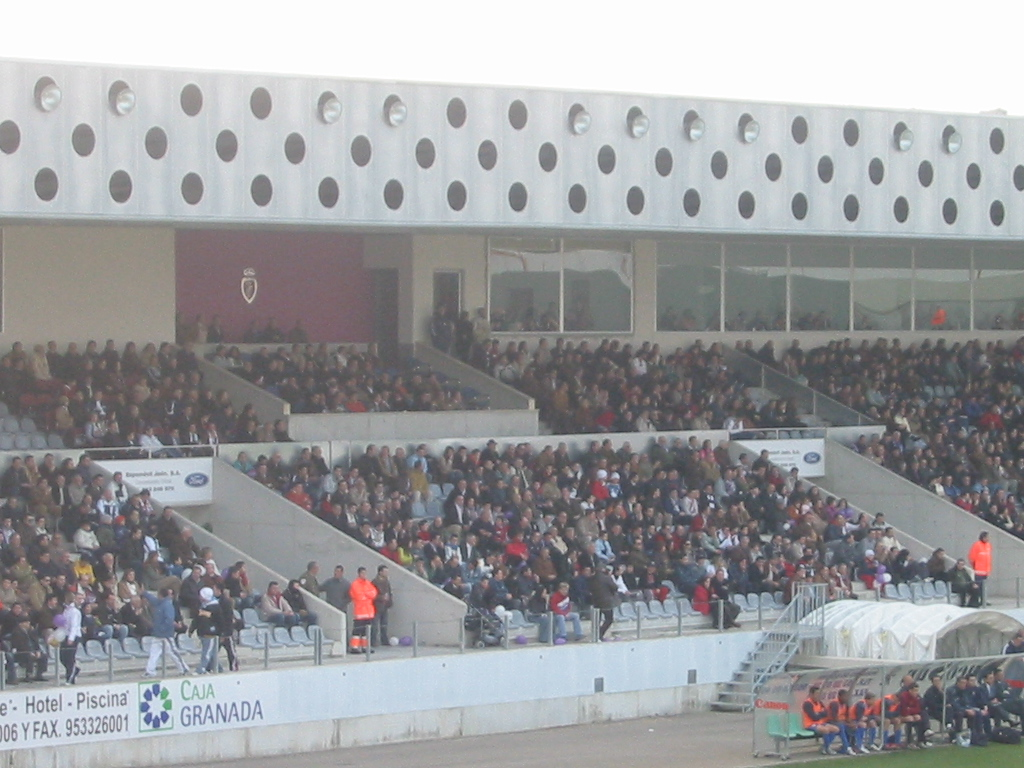
Tribuna y palco de La Victoria.

En este estadio el Real Jaén ha disputado encuentros oficiales de Segunda División, Segunda B, Promoción de ascenso a Segunda, Copa del Rey y Copa Federación. El Real Jaén B, pese a contar con el Estadio Municipal Sebastián Barajas, también disputa ocasionalmente sus encuentros en La Victoria cuando el calendario de ambos equipos lo permite.
También se han disputado dos encuentros de la Selección Española Sub-21. El primero de ellos terminó con resultado favorable para el conjunto español por 2-1 contra la Selección Portuguesa Sub-21. El segundo encuentro se disputó en septiembre de 2023 ante la Selección Escocesa Sub-21 con resultando en 1-0 favorable al conjunto español.

## Eventos extradeportivos
Durante algunos veranos, en sus instalaciones tuvo lugar la zona de ocio Oliva.va (rebautizada como Oliva.va Estadio), donde se instalaban casetas, atracciones y un escenario en el que se hacían conciertos, para que los jóvenes jiennenses disfrutasen de un espacio al aire libre bastante retirado de la ciudad.